# Lonchaea difficilis
Lonchaea difficilis är en tvåvingeart som beskrevs av Walter Leopold Victor Hackman 1956. Lonchaea difficilis ingår i släktet Lonchaea och familjen stjärtflugor. Arten har ej påträffats i Sverige. Inga underarter finns listade i Catalogue of Life.